# 武内宣之
武内 宣之（たけうち のぶゆき）は、日本のアニメーター、アニメーション演出家。

## 経歴
スタジオジャイアンツ出身。
シャフト制作作品や幾原邦彦監督作品に関わることが多い。

## 参加作品

### テレビアニメ
1995年
- 十二戦支 爆烈エトレンジャー（1995年 - 1996年、作画監督）

1997年
- 少女革命ウテナ（作画監督）

1998年
- サイレントメビウス（アニメーションディレクター・絵コンテ・作画監督）
- ジェネレイターガウル（原画）

2000年
- サクラ大戦TV（絵コンテ・演出・レイアウト監修）

2004年
- 月詠 -MOON PHASE-（2004年 - 2005年、ビジュアルディレクター・絵コンテ・演出）

2005年
- ななみちゃん（絵コンテ、演出、作画監督）
- 魔法少女リリカルなのはA's（絵コンテ）
- capeta（2005年 - 2006年、絵コンテ）

2006年
- 半分の月がのぼる空（絵コンテ、演出）
- ネギま!?（2006年 - 2007年、プロダクションデザイン）
- D.Gray-man（2006年 - 2008年、絵コンテ）

2007年
- ヒロイック・エイジ（絵コンテ）
- 魔法少女リリカルなのはStrikerS（絵コンテ）

2008年
- ef - a tale of melodies.（絵コンテ）

2009年
- まりあ†ほりっく（コンセプトデザイン・絵コンテ）
- 夏のあらし!（デザインワークス）
- 化物語（ビジュアルディレクター・絵コンテ・作画監督）

2011年
- まりあ†ほりっく あらいぶ（コンセプトデザイン）
- 輪るピングドラム（絵コンテ・演出・作画監督）

2012年
- 偽物語（プロダクションデザイン）
- 猫物語（黒）（プロダクションデザイン）

2013年
- 〈物語〉シリーズ セカンドシーズン（2013年 - 2014年、プロダクションデザイン）

2014年
- 憑物語（プロダクションデザイン）

2015年
- 終物語（プロップデザイン）

2019年
- エガオノダイカ（絵コンテ）
- さらざんまい（チーフディレクター）

2022年
- RWBY 氷雪帝国（ビジュアルディレクター・絵コンテ）

2023年
- アンデッドガール・マーダーファルス（絵コンテ）
- 川越ボーイズ・シング（絵コンテ・演出・作画監督・原画）

2024年
- 小市民シリーズ（2024年 - 2025年、絵コンテ・演出）

### 映画
1999年
- 少女革命ウテナ アドゥレセンス黙示録（作画監督）

2001年
- 千と千尋の神隠し（原画）

2002年
- 猫の恩返し（原画）

2004年
- ハウルの動く城（原画）

2006年
- ゲド戦記（原画）

2007年
- キノの旅 病気の国 ―For You―（デザインワークス）

2008年
- 崖の上のポニョ（原画）

2016年
- 傷物語〈I 鉄血篇〉（美術設定）
- 傷物語〈II 熱血篇〉（美術設定）

2017年
- 傷物語〈III 冷血篇〉（美術設定）
- 打ち上げ花火、下から見るか? 横から見るか?（監督、絵コンテ、キーレイアウト、美術設定）

2019年
- 天気の子（原画）

### OVA
1994年
- 超時空世紀オーガス02（原画）
- 銀河英雄伝説第3期（原画）

1996年
- レジェンド・オブ・クリスタニア（原画）
- 銀河英雄伝説第4期（原画）

1997年
- 桜通信（キャラクターデザイン）

### その他
2016年
- 暦物語（プロダクションデザイン） - iOS、Android向けアプリで配信の短編アニメーション